# Marcel Breuer
Marcel Breuer (hongarès: Breuer Marcell Lajos)  (Pécs, 21 de maig de 1902 - Nova York, 1 de juliol de 1981) va ser un arquitecte i dissenyador de mobles que va ser un modernista influent. Un dels pares del modernisme, Breuer tenia un gran interès per les construccions modulars i les formes simples.

## Biografia

### Període Bauhaus

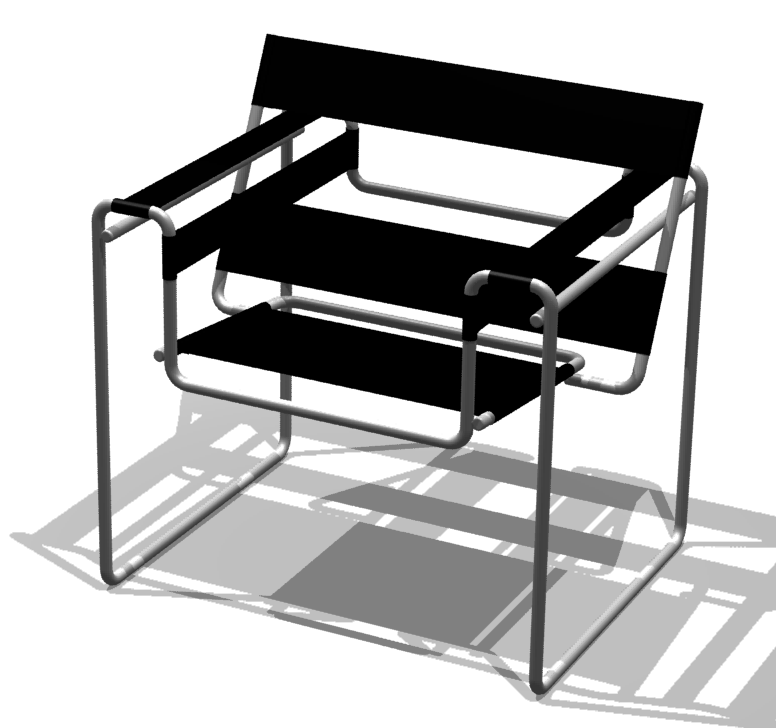
Cadira B3 creada per Marcel Breuer.

Breuer era estudiant a la Bauhaus de Weimar, Alemanya. Després d'haver passat un any a París en un despatx d'arquitectes, va tornar a la Bauhaus de Dessau, aquesta vegada com a professor, combinant art i tecnologia, acabant finalment com a director del taller de fusteria. Durant el període de la Bauhaus, va crear la «Cadira B3» més coneguda com la Cadira Wassily, la primera cadira de tub d'acer doblegat creada el 1925 per a Vassili Kandinski, inspirada en part en un manillar de bicicleta. Encara en producció, la cadira es pot muntar i desmuntar fàcilment amb eines de bicicleta. Més tard, va exercir a Berlín, on va crear habitatges i espais comercials, així com molts mobles tubulars metàl·lics, produïts encara avui.

### Exili
El 1935, a causa de l'ascens al poder del Partit Nazi a Alemanya i per fugir de la persecució de persones d'origen jueu, Breuer es va traslladar a Londres on va ser contractat per Jack Pritchard a l'empresa Isokon, una de les primeres manufactures que va introduir disseny modern al Regne Unit. Breuer crea la seva butaca i experimenta amb fusta contraxapada modelada. Finalment, Breuer va emigrar als Estats Units el 1937. Va ensenyar a l'Escola d'Arquitectura de la Universitat Harvard on va treballar amb Philip Johnson i Paul Rudolph, més tard famosos arquitectes estatunidencs, entre d'altres. També va treballar amb Walter Gropius, un antic col·lega de la Bauhaus, en la creació de diverses cases al voltant de Boston.
Breuer va dissoldre la seva associació amb Gropius el maig de 1941 i va establir el seu propi negoci a Nova York on va produir cases i viles. La «Casa Geller I» realitzada el 1945 a Long Island, és la primera a integrar el concepte de Breuer, és a dir, la casa «binuclear», que separa l'ala dels dormitoris i la del saló/cuina, separades per un rebedor, i amb teulada «papallona» (dues cobertes oposades inclinades cap al mig, drenades centralment). Una casa de demostració instal·lada al jardí del MoMA l'any 1949 va crear un nou interès per l'obra dels arquitectes.

### Retorn a Europa
El 1953, Breuer va rebre l'encàrrec, juntament amb els seus col·legues Bernard Zehrfuss i Pier Luigi Nervi, de dissenyar la seu de la UNESCO a París. Això marca un punt d'inflexió en la seva carrera amb la realització de projectes més grans i l'adopció del formigó com a primer material. Esdevé un dels practicants del brutalisme. És també l'arquitecte del Centre d'Estudis i Recerca de l'empresa IBM a La Gauda als Alps Marítims, construït entre 1960 i 1962, així com l'estació d'esports d'hivern de Flaine a l'Alta Savoia. A França, Marcel Breuer va construir només una residència privada, la Villa Sayer, situada al cor de l'Haras de la Huderie a 8 km de Deauville, una casa que està catalogada com a Monument Històric des de 2005.

## Llegat
Breuer va ser un dels màxims representants del modernisme, com ho demostren les seves obres que s'han convertit en icones com la Wassily Chair, que combina estètica i productivitat.

## Obres
- Cadira Wassily
- 1955-1957: botiga De Bijenkorf a Rotterdam, amb Abraham Elzas
- 1958: Casa UNESCO a París, amb Bernard Zehrfuss i Pier-Luigi Nervi
- 1964-1966: Museu Whitney d'Art Americà de Nova York amb Hamilton P. Smith[2]
- 1966-1968: Hotel le Flaine a Alta Savoia[3]
- 1968-1971: Ciutat dels Hauts de Sainte-Croix, coneguda com a Cité Breuer a Baiona

## Galeria

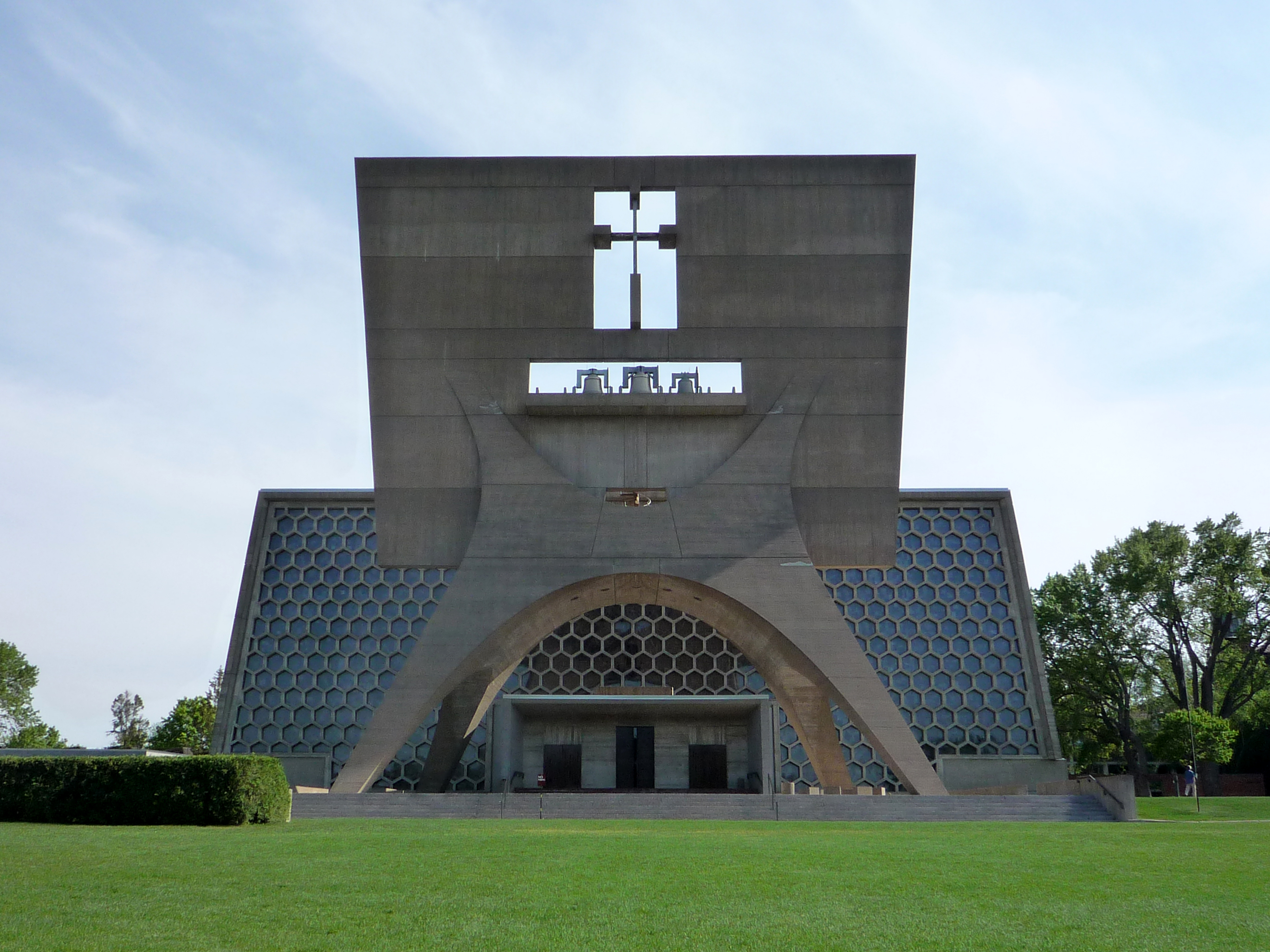
Església de l'abadia de Collegeville.
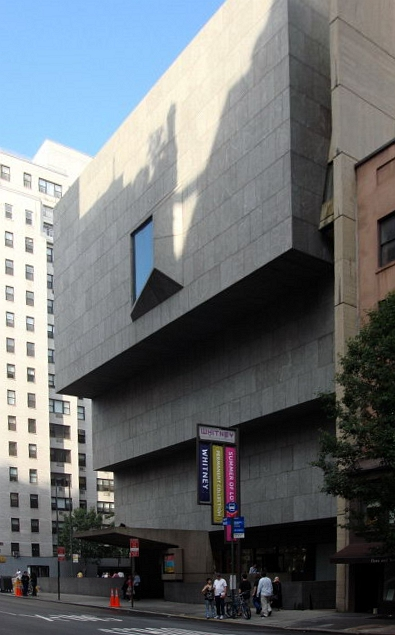
The Met Breuer, Nova York.
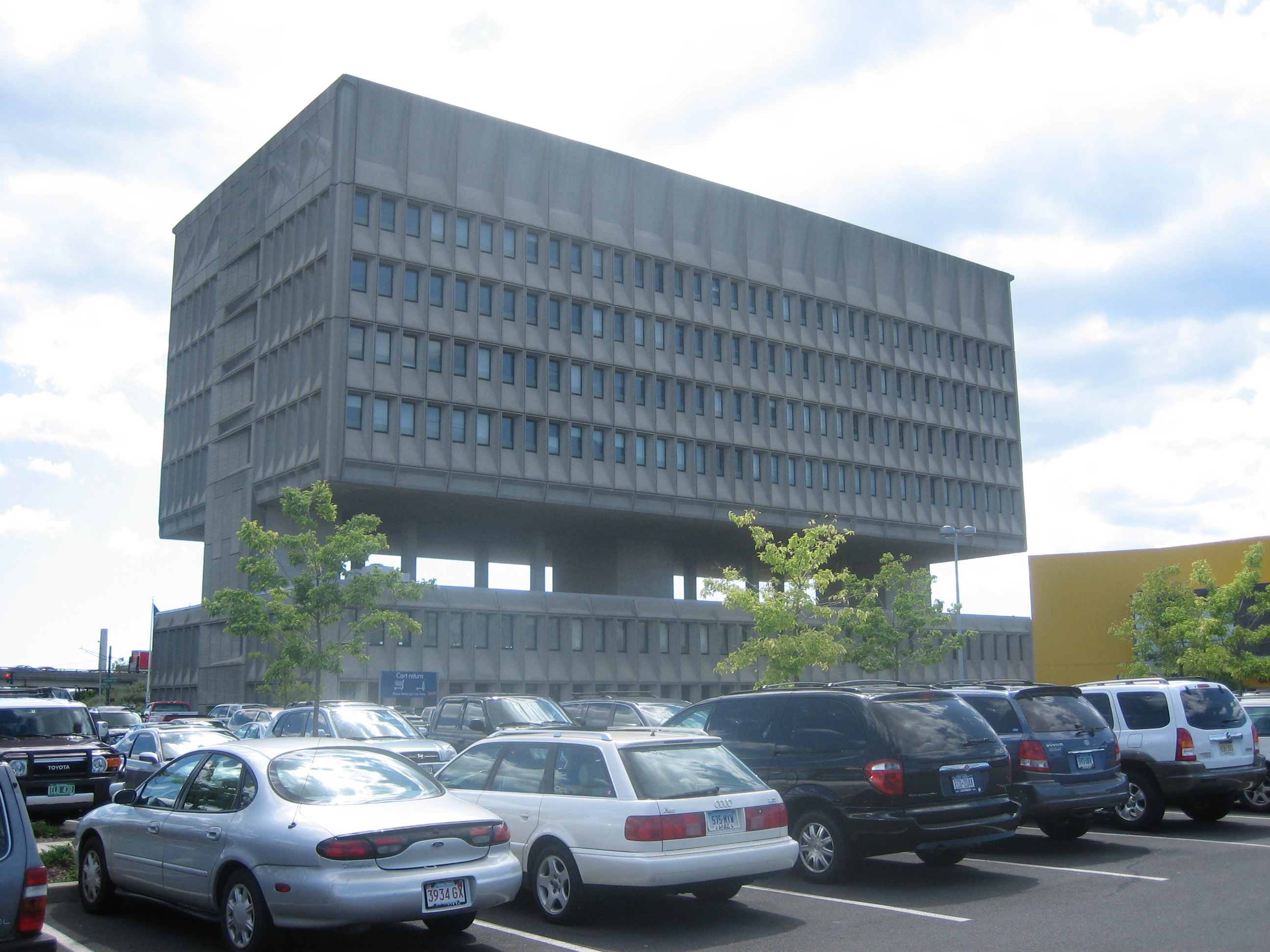
Pirelli Tire Building, New Haven, Connecticut.

## Exposicions
- 2013: "Marcel Breuer (1902-1981) Disseny i arquitectura" a la Ciutat de l'Arquitectura i el Patrimoni de París (França)
- 2013: "Sol i ombra" a la Villa Noailles a Ieras al departament del Var (França)